# South Australian Register
South Australian Gazette and Colonial Register – pierwsza gazeta wydawana w Australii Południowej.
Pomysłodawcą powstania gazety był Robert Thomas. Początkowo wydawana w Londynie (kwiecień 1836) gazeta jest jedynym źródłem pierwotnym zawierającym prawie wszystkie informacje na temat rozliczeń i wczesnej historii Południowej Australii.

## Źródła internetowe
- Goverment of South Australian State Library. [dostęp 2008-11-28]. (ang.).